# Olimpiai bajnok curlingjátékosok listája

Az alábbi táblázatok a téli olimpiai játékok curling bajnokait ismertetik.

## Férfi csapatok
| Év, helyszín        | Olimpiai bajnokok | Ország         |
| 1924 Chamonix       | Willie Jackson, John Robertson Aikman, D. Astley, William Brown, R. Cousin, William Jackson, John McLeod, Thomas Murray, Robin Welsh | Nagy-Britannia |
| 1998 Nagano         | Dominic Andres, Patrick Hürlimann, Patrik Lörtscher, Daniel Müller, Diego Perren                                                     | Svájc          |
| 2002 Salt Lake City | Flemming Davanger, Torger Nergård, Bent Ånund Ramsfjell, Pål Trulsen, Lars Vågberg                                                   | Norvégia       |
| 2006 Torino         | Brad Gushue, Mark Nichols, Russ Howard, Jamie Korab, Mike Adam                                                                       | Kanada         |
| 2010 Vancouver      | Kevin Martin, John Morris, Marc Kennedy, Ben Herbert, Adam Enright                                                                   | Kanada         |
| 2014 Szocsi         | Brad Jacobs, Ryan Fry, E.J. Harnden, Ryan Harnden, Caleb Flaxey                                                                      | Kanada         |
| 2018 Phjongcshang   | John Shuster, Tyler George, Matt Hamilton, John Landsteiner, Joe Polo                                                                | USA            |

## Vegyes párosok
| Év, helyszín      | Olimpiai bajnokok          | Ország |
| ----------------- | -------------------------- | ------ |
| 2018 Phjongcshang | Kaitlyn Lawes, John Morris | Kanada |

## Női csapatok
| Év, helyszín        | Olimpiai bajnokok                                                                  | Ország         |
| 1998 Nagano         | Jan Betker, Atina Ford, Maria Gudereit, Joan McCusker, Sandra Schirmler            | Kanada         |
| 2002 Salt Lake City | Debbie Knox, Fiona MacDonald, Rhona Martin, Margaret Morton, Janice Rankin         | Nagy-Britannia |
| 2006 Torino         | Anette Norberg, Eva Lund, Cathrine Lindahl, Anna Svärd, Ulrika Bergman             | Svédország     |
| 2010 Vancouver      | Anette Norberg, Eva Lund, Cathrine Lindahl, Anna Le Moine (Svärd), Kajsa Bergström | Svédország     |
| 2014 Szocsi         | Jennifer Jones, Kaitlyn Lawes, Jill Officer, Dawn McEwen, Kirsten Wall             | Kanada         |
| 2018 Phjongcshang   | Anna Hasselborg, Sara McManus, Agnes Knochenhauer, Sofia Mabergs, Jennie Wåhlin    | Svédország     |